# イギリス国鉄251・261形気動車
イギリス国鉄251形および261形は、「ブループルマン」編成として広く知られる電気式気動車で、バーミンガムにあるメトロポリタン-キャメル（メトロキャメル）社のソルトレイ (Saltley) 工場で 1960年に製造された。

## 背景と歴史
ブループルマン編成は、イギリス国鉄でのプルマン規範の掉尾を飾った。当初プルマン車輌会社 (Pullman Car Company, PCC) 系列の最終番号が付与される筈であったが、登場前にプルマン社が国有化されたため実現しなかった。
5編成だけが製造され、最も重要な急行列車、セント・パンクラス発の「ミッドランド・プルマン」（ロンドン・ミッドランド局運行）とロンドン・パディントン発の「ウェスタン・プルマン」（西部局運行）に用いられた。内装は実に豪華だったが、スイスで設計された台車の乗り心地が悪く、保線状態の良いグレート・ウェスタン本線では殆ど問題はなかったが、ミッドランド本線では乗り心地の悪さが露呈した。
プルマン同様のクオリティが、1972年にとうマーク2客車の一等車でも得られる様になり、国鉄管理部門と乗客、双方での人気に翳りが見えた。国鉄管理部門はマーク2客車の方が安上がりなことを知っていたし、乗客にしてみればサービスが特に向上するわけでもないのに2ポンドの追加料金を払う意味はなかったからである。
ブループルマンの塗装は、特徴的な南京ブルーからペールグレイと青に変更された。この塗装は事実上ブループルマンを置き換えることになるHSTの試作車、252形にも採用された。
TOPS導入による形式分類では、動力車に251形（Class 251）、キッチンカーおよびパーラーカーに261形（Class 261）が割り当てられた。実際に TOPS 番号にしろそれ以外の番号にしろ、車輌番号が車体に標記されることはなかった。晩年に運用編成を増やすための組換えが行われるまでは、当初の編成が保たれていた。
結局のところ、少数の非標準的な編成を、かくも少ない列車のために維持するのは、全5編成が西部局に集中配備された後でもあまりにも非効率であり、1973年に廃車となった。保存車輌はない。スウォンジー近くのモリソン (Morrison) にある コーヘンス (Cohens) で解体されたものもある。
ブループルマン自体は成功とは言えないが、高速固定編成による都市間輸送列車の可能性を示し、インターシティー125の開発を促した。

## 主要機器
編成の両端各1両はディーゼルエンジンを搭載する動力車で、主電動機は両先頭動力車とその後ろ各1両に搭載する。先頭動力車は機関と主電動機、2両目の電動車には主電動機のみを搭載し、その他の中間車は付随車で構成される。
列車暖房は電気式で、次位車両の床下エンジン (ロールス・ロイス製 190 hpb) より供給された。

## 編成
以下の2種類の編成があった。
ミドランド・プルマン
```
DMBF
    
MFK
     
TF
      
TF
      
MFK
     
DMBF

60090 + 60730 + 60740 + 60741 + 60731 + 60091
60092 + 60732 + 60742 + 60743 + 60733 + 60093
```

ウェスタン・プルマン
```
DMBS
    
MS
      
TFK
     
TF
      
TF
      
TFK
     
MS
      
DMBS

60094 + 60644 + 60734 + 60744 + 60745 + 60735 + 60645 + 60095
60096 + 60646 + 60736 + 60746 + 60747 + 60737 + 60647 + 60097
60098 + 60648 + 60738 + 60748 + 60749 + 60739 + 60649 + 60099
```

## 映画
ブループルマン編成はジェームズ・リッチー監督のイギリス運輸映画 (British Transport Film, BTF) 「ブループルマン」(Blue Pullman、1960年) に登場した。この映画ではブループルマンの開発、準備、列車での旅行が取り上げられた。それまでのイギリス運輸映画同様、登場人物は科学者、技術者、乗員それに乗客も含め全て俳優による演技である。この映画は1961年フィルムフェスティバルの技術工業部門賞を含めいくつかの賞に輝き、クリフトン・パーカーの音楽も高く評価されている。 
ブループルマン編成は翌1962年のイギリス運輸映画「バーミンガムへ行こう」(Lets Go To Birmingham) でも取り上げられた。これは主にロンドン・パディントンからレミントン・スパ経由バーミンガム・スノーヒルまでの走行の運転室からの眺めで、映画「ロンドンからブライトンまで 4 分で」('London to Brighton in Four Minutes) 同様の高速短縮版である。この映画に登場した運転士は不幸にもクノール・アンド・ドーリッジ駅 (Knowle and Dorridge) での衝突事故で撮影の数ヵ月後に亡くなった。
この他、1965年ノーマン・ウィズダム (Norman Wisdom) 主演の映画「アーリーバード」(The Early Bird)にほんのちょっと登場している。